# Церковь Архангела Михаила (Маминское)
Церковь Архангела Михаила — православный храм в селе Маминском Каменского района Свердловской области.
Решением Совета народных депутатов № 75 от 18 февраля 1991 года присвоен статус памятника архитектуры регионального значения.

## Описание
Первый деревянный храм был построен в XVIII веке. В XIX века на средства прихожан началось строительство капитального каменного храма. Главный храм во имя Архангела Михаила был освящён 8 ноября 1835 года, а строительные работы завершились в 1871 году. Правый придел во имя мучеников Флора и Лавра, освящён 18 августа 1871 года. Левый придел во имя святого Митрофана, епископа Воронежского, освящён 23 ноября 1876 года.
В 1890 году по согласованию с епархиальным управлением началась перестройка приделов и колокольни. В стройке принимали участие все трудоспособные прихожане, каждый отрабатывал по 5-6 дней. При работах использовался местный кирпич из маминских глин.
Работы под руководством священника П. А. Левицкого были завершены к 1900 году. Теперь в церкви было три предела и шесть куполов, две висячих лестницы, сорок четыре изящно зарешеченных окна и восемь входных дверей. Вход был украшен мраморными ступенями. По периметру церкви возведена каменная стена с высокими воротами, выполненными из кирпича. Росписью храма занимался екатеринбургский иконописец Иванов. В южном пролёте колокольни размещалось семь колоколов.
Церковь была закрыта в 1937 году. Вновь приход был открыт в 1991 году, а с 1993 года начались восстановительные работы, был отремонтирован один из пределов — во имя Флора и Лавра, начались службы. В июле 2012 года установлены новые купола.

## Архитектура
Церковь каменная трёхпрестольная. Архитектурное исполнение является ярким образцом церковных построек в формах эклектики.